# Jean Hellard
Jean Hellard, né le 10 juin 1908 à Argentan et mort pour la France le 27 novembre 1940 à Pointe-Noire, est un fonctionnaire et résistant français, Compagnon de la Libération. Employé de l'administration coloniale en Afrique, il décide, au début de la seconde guerre mondiale, de se rallier à la France libre. Il participe alors à l'adhésion des colonies africaines à la résistance mais meurt prématurément de maladie.

## Biographie

### Jeunesse
Jean Hellard naît le 10 juin 1908 à Argentan, dans l'Orne. Il y effectue ses études secondaires au collège Mézeray avant d'entrer à la faculté de Caen. Il commence ensuite à travailler pour l'administration coloniale et part en Haute-Côte d'Ivoire où, en 1938, il est commis des services civils. Il y rencontre Edmond Louveau, administrateur supérieur de la région, dont il devient le secrétaire particulier.

### Seconde Guerre mondiale
Refusant l'armistice du 22 juin 1940, Jean Hellard se joint à Edmond Louveau pour se rallier à la France libre. Au début du mois de juillet 1940, il quitte l'Afrique pour Londres où il rencontre le général de Gaulle pour lui rendre compte du ralliement de la colonie à la résistance. Il retourne ensuite en Afrique mais échappe de peu à l'arrestation à la frontière ivoirienne où des troupes vichystes sont encore présentes. Il décide alors de rejoindre Adolphe Sicé et prend la mer en direction de l'Afrique-Équatoriale française. Après un voyage difficile au cours duquel son navire a été pris pour cible par l'aviation ennemie, il arrive au Congo le 12 novembre 1940.
Désigné pour un poste à Libreville au Gabon, Jean Hellard ne peut cependant pas rejoindre sa nouvelle affection : le 27 novembre 1940, il meurt d'une pneumonie à Pointe-Noire où il est inhumé. N'ayant pas conniassance de son décès, le régime de Vichy le condamne à mort par contumace le 11 octobre 1941 pour son ralliement à la France libre.

## Décorations
|  |  |  |

| Chevalier de la Légion d'honneur | Chevalier de la Légion d'honneur | Chevalier de la Légion d'honneur | Compagnon de la Libération À titre posthume, par décret du 31 janvier 1941 | Compagnon de la Libération À titre posthume, par décret du 31 janvier 1941 | Compagnon de la Libération À titre posthume, par décret du 31 janvier 1941 | Croix de guerre 1939-1945 Avec une palme | Croix de guerre 1939-1945 Avec une palme | Croix de guerre 1939-1945 Avec une palme |